# Spilosoma nebulosa
Spilosoma nebulosa är en fjärilsart som beskrevs av Butler 1877. Spilosoma nebulosa ingår i släktet Spilosoma och familjen björnspinnare. Inga underarter finns listade i Catalogue of Life.